# Culture nuragique
Subdivisions
Nuragique I, II, III
Objets typiques
Bronze nuragique, nuraghe
La culture nuragique est une civilisation protohistorique apparue en Sardaigne vers le XVIIIe siècle av. J.-C., au début de l'âge du bronze. Elle tire son nom du mot sarde nuraghes (en italien : nuraghi, en français : « nuraghes »), qui désigne des bâtiments de pierre caractéristiques de cette culture, répartis en grand nombre sur le territoire sarde (24 090 km2) à raison d'un tous les 2 km2 en moyenne. 
Elle est aussi connue pour l'importance du culte des ancêtres, associé à un culte de l’eau. 
À la différence des autres cultures méditerranéennes, la culture nuragique n'est pas caractérisée par la ville et le pouvoir central de la cité (Athènes, Rome, Carthage, etc.), mais par un réseau de communautés rurales interdépendantes quadrillant l’espace selon un modèle polycentrique.
Les historiens pensent que les sociétés qui ont construit ces nuraghes sont issues de l'évolution des structures sociales du IIIe millénaire av. J.-C., au cours de la transition du Néolithique à l'âge du fer.

## Les nuraghes
On a retrouvé près de 20 000 nuraghes et certains de ces monuments mesurent plus de 15 mètres de haut. 
On ignore le nom que les bâtisseurs de nuraghes se donnaient à eux-mêmes et celui qu'ils donnaient à leurs constructions. On ne sait pas non plus à quelle famille linguistique appartenait leur langage. 
Le mot nuraghe (au pluriel nuraghes) est un mot sarde dont l'origine est mal connue. Il a été repris en italien (nuraghe, pluriel nuraghi) et en français (nuraghe, pluriel : nuraghes), langue dans laquelle on trouve parfois d'autres formes (nouraghes,...).
Ce mot a été relié à la racine sémitique nur qui signifie « lumière » ou « feu ». La communauté des chercheurs pense qu'il existe un lien avec le foyer qui pourrait désigner l’habitation, d'où un consensus scientifique en faveur d'une vocation résidentielle et défensive. Cette étymologie, d'origine probablement carthaginoise (les Carthaginois étant de langue sémitique), ne dit cependant rien sur la technique de construction des nuraghes, une des questions qui ont éveillé la curiosité des chercheurs.

## Chronologie
Des traces humaines vieilles de 20 000 ans ont été retrouvées dans l'île, mais l'expansion démographique y a « coïncidé avec la transition néolithique au VIe millénaire av. J.-C. ». Les chercheurs ont montré que les Sardes du Néolithique moyen (4100 à 3500 av. J.-C.) étaient étroitement liés aux gens de l’Europe continentale, puis que l'ascendance génétique s'est stabilisée « au moins jusqu’à la fin de la période nuragique. »

### Nuragique I

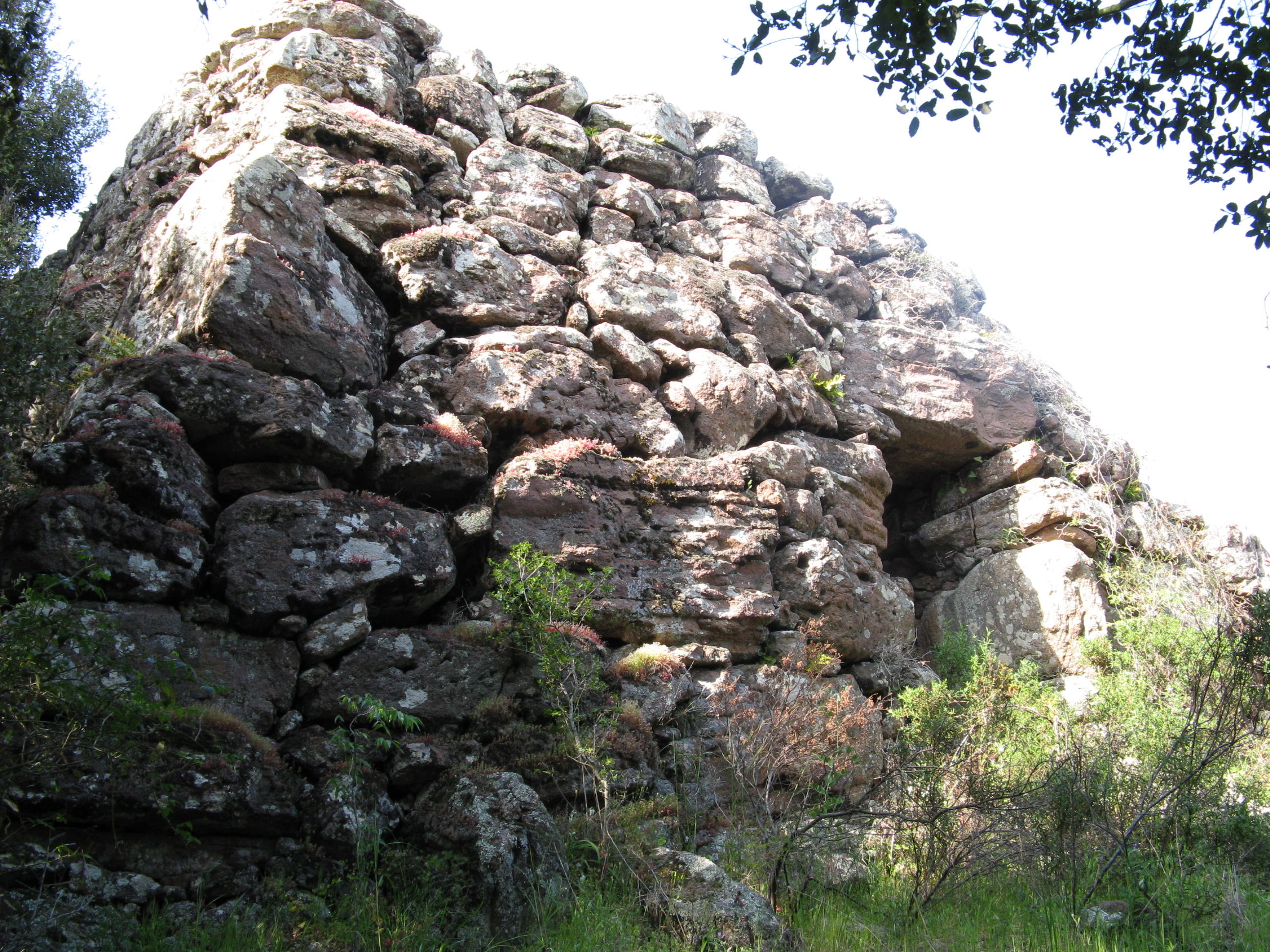
Proto-nuraghe Fronte 'e Mola, Thiesi.

La culture de Bonnanaro, qui marque le début de l’âge nuragique, se développe entre 1800 et 1600 av. J.-C. Elle est le fruit de l'évolution de la culture campaniforme ainsi que d'influences venant de la péninsule italienne (culture de Polada).
Sur la base d’une classification et d’une division temporelle établie par le spécialiste Giovanni Lilliu, la première phase, dénommée Nuragique I, voit se former les caractéristiques principales de cette culture. Entre la fin du bronze ancien et les débuts du bronze moyen (XVIIIe – XVIe siècle av. J.-C.) apparaissent les premiers « proto-nuraghes », appelés également « nuraghes en couloir ». Il s’agit d’édifices d’aspect ramassé et dont le plan est généralement irrégulier, assez différents des nuraghes classiques. On ne trouve pas à l’intérieur la grande chambre circulaire typique du nuraghe, mais un ou plusieurs couloirs et éventuellement une petite chambre couverte par une fausse voûte.
Détachée du continent européen, la Sardaigne a de très vieilles roches, gisements exploités dès l’Antiquité, selon l'archéologie, et probablement avant aussi. Roche volcanique peu commune, vitreuse et riche en silice, de couleur grise, vert foncé, rouge ou noire, l’obsidienne de Sardaigne a été exportée dans tout le bassin méditerranéen dès la Préhistoire. Elle vient en particulier du Monte Arci, et on la trouve aussi dans certains points du Massif central français et ses volcans jeunes. Elle se forme à partir de coulées de lave très épaisses et riches en silice.

### Nuragique II

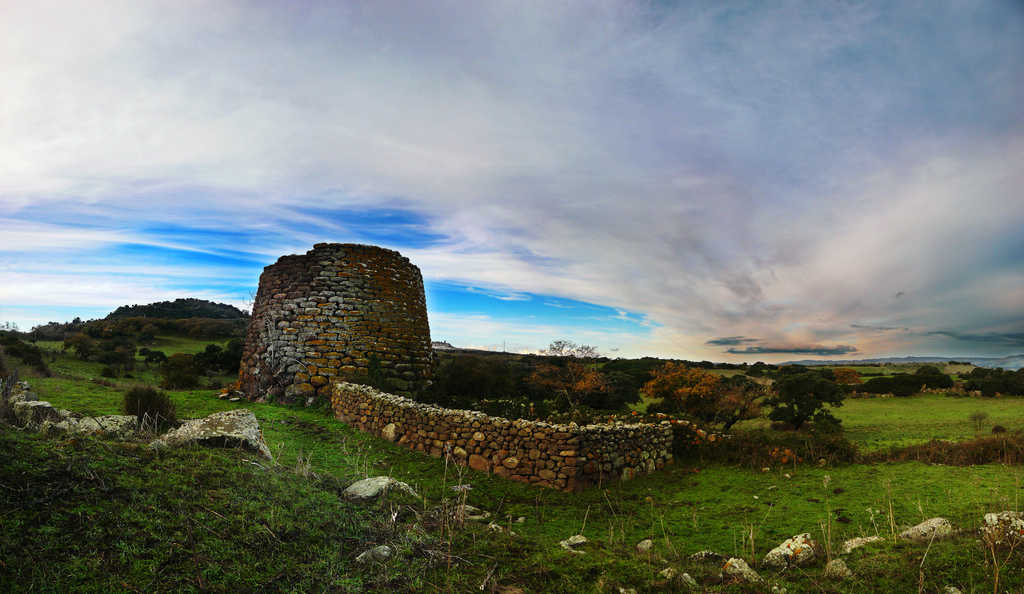
Nuraghe Ruju dans la province d'Oristano.

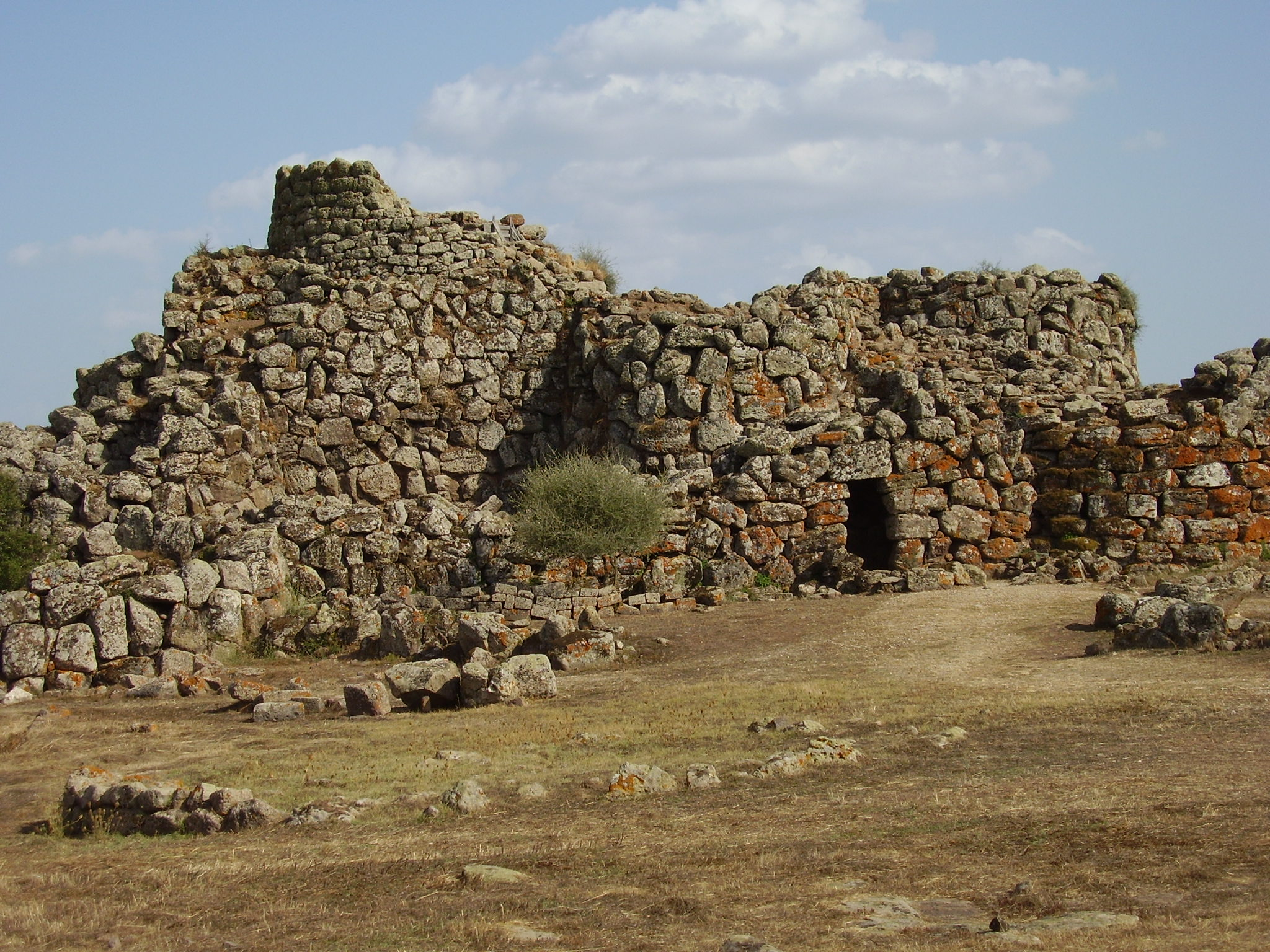
Nuraghe Arrubiu, Orroli.

À l’âge du bronze moyen, au cours des XVIIe et XIVe siècles av. J.-C., apparaissent les nuraghes en tholos, caractérisés par la tour conique tronquée qui abrite à l’intérieur une ou plusieurs chambres superposées, couvertes par une fausse voûte.

### Nuragique III
Dans un second temps, à situer vraisemblablement durant la phase du Nuragique III (Bronze récent et Bronze final, entre les XIVe et IXe siècle av. J.-C.), furent adossées aux simples nuraghes déjà existants d’autres tours nuragiques reliées par un mur d’enceinte pour former un véritable bastion muni de tours, constituant des édifices imposants et bien articulés. Ces ajouts vont d’une petite tour latérale à la véritable forteresse pourvue de tours angulaires, généralement trois (Santu Antine, Torralba-SS, Losa, Abbasanta-OR), quatre (Su Nuraxi, Barumini, Santa Barbara, Macomer), ou même cinq (Arrubiu, Orroli). Ces bastions sont souvent pourvus d’une cour intérieure où se trouvait un puits sacré nuragique pour l’eau.
D’autres murs d’enceinte extérieure, parfois pourvus de tours, pouvaient entourer les bastions et constituer une ligne de défense avancée. En ce qui concerne leur fonction, les archéologues sont désormais d’accord pour considérer que les nuraghes étaient des édifices à caractère à la fois civil et militaire, destinés au contrôle et à la défense du territoire et de ses ressources. En effet, à partir de la simple tour de guet située à la limite du territoire appartenant à une tribu, sise sur un sommet isolé, ou de la garnison des points stratégiques les plus importants (les voies d’accès aux vallées, les sentiers grimpant sur les plateaux, les cours d’eau, les gués, les sources, etc.) on arrive à des édifices complexes comprenant jusqu’à 17 tours (nuraghe Arrubiu, Orroli) et des murs épais de plusieurs mètres, situés au centre de l’espace relevant de l’intérêt commun et certainement résidence fortifiée de l’autorité politique, civile et militaire, et probablement aussi religieuse de la région.
La majeure partie de la population résidait dans les villages de cabanes plus ou moins simples et nombreuses (quelquefois plusieurs centaines) en plus des nuraghes. La vie quotidienne se déroulait donc à l’intérieur de modestes demeures de pierres au toit généralement constitué de branchages, souvent crépies à l’intérieur avec du torchis et quelquefois isolées avec du liège.
Selon certains chercheurs, les Shardanes, une des populations qui font partie de la coalition des Peuples de la mer, seraient identifiables avec les peuples nuragiques,,,,,. Les Shardanes, appelés aussi peuple de la mer, étaient des guerriers qui combattaient les égyptiens, selon les hiéroglyphes du roi égyptien « Ramses III face au peuple de la mer » à Médinet Habou.
Il est possible que la culture nuragique ait servi de toile de fond à la société des Lestrygons, décrits comme des géants anthropophages apparaissant dans L'Odyssée du poète Homère. Dans ce récit, c'est sur l'île de la Sardaigne qu'Ulysse et son équipage « échappèrent aux géants cruels » après six jours de navigation des onze navires. Le récit décrit « une pluie de rochers s'abattant » sur eux, causant de nombreux morts car les géants anthropophages se sont empressés de manger les marins tombés à l'eau. Ce peuple aurait pu débarquer en Corse, à Filitosa, site découvert en 1946.
Ce passage célèbre de l'épopée antique du poète Homère est peut-être inspiré d'un ou de plusieurs conflits réels entre les marins grecs et les autochtones de Sardaigne, qui auraient pu avoir lieu à l'époque mycénienne ou au Xe siècle av. J.-C. (époque à laquelle les Eubéens entretenaient des relations commerciales avec les Tyrrhéniens (Étrusques) et ont pu faire escale sur l'île) ou les deux à la fois. Les Lestrygons, selon Homère, venaient puiser de l'eau à la source d'un « énorme ours en granit perché à 120 mètres d'altitude », qui servait autrefois de repère aux marins grecs perdus.

### Dernière phase
Dans la dernière phase de la culture nuragique se développe un genre de cabane plus évolué, indiquant une meilleure articulation des activités : il s’agit de la cabane à secteur. Assumant parfois la dimension d’un véritable quartier, elle est divisée en petits logis s’ouvrant sur une courette et souvent dotée d’un four à pain. Parmi les édifices qui caractérisaient les villages, les cabanes de réunions étaient pourvues d’un siège en pierre au niveau de la base de la tour et étaient destinées aux assemblées des notables du village.

## Architecture funéraire

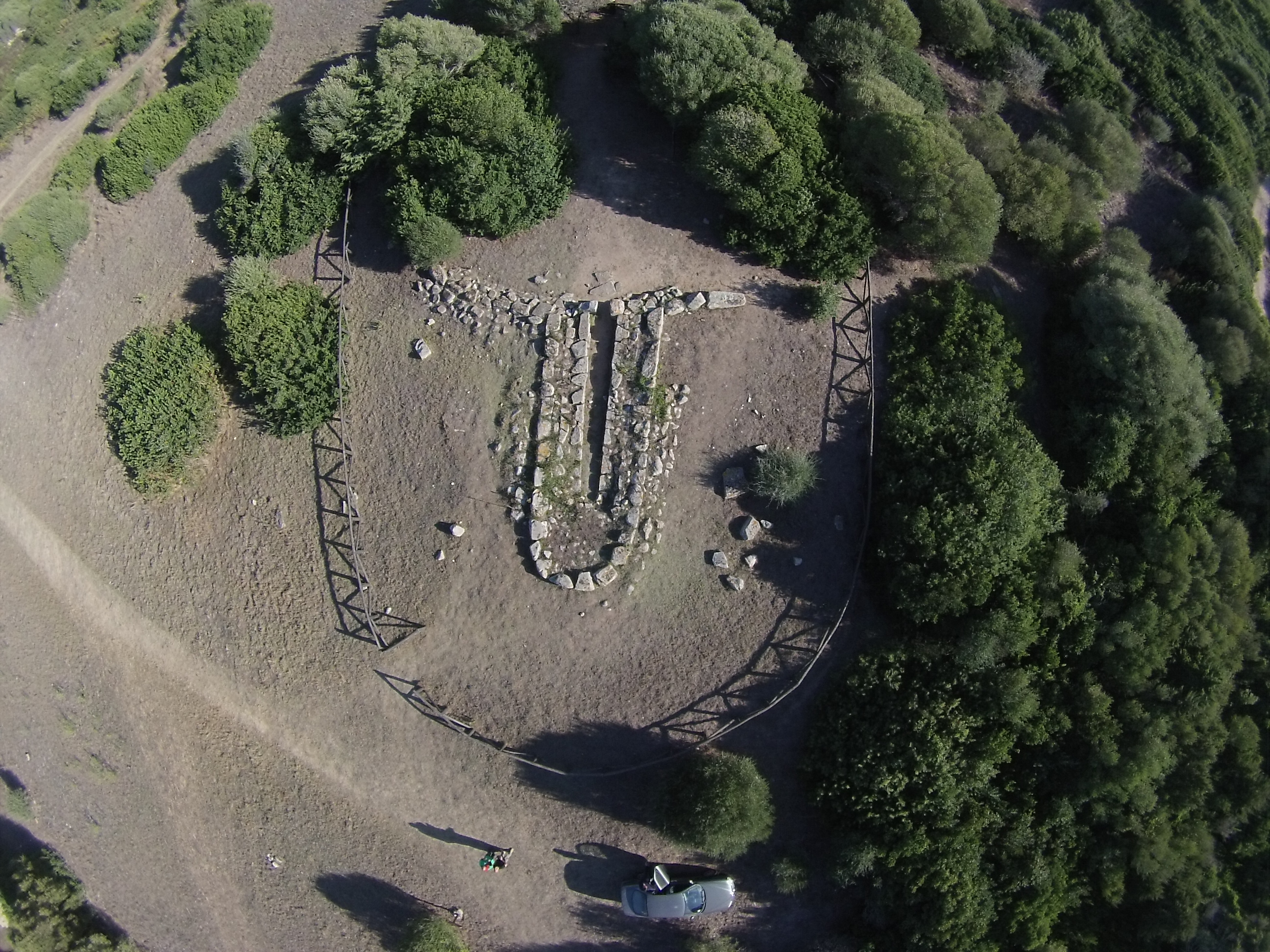
Tombe des géants de Lu Brandali, Santa Teresa Gallura.

L’architecture funéraire est représentée par les tombes mégalithiques en couloir, mieux connues sous le nom de tombes des géants, qu’on trouve dans toute la Sardaigne, bien qu’avec quelques différences et en plus grand nombre dans la partie centrale de l’île. Il s’agit de tombes constituées d’une chambre funéraire de forme allongée, construites avec des pierres plates plantées verticalement et couvertes de pierres plates également (pour les plus archaïques, des dolmens), ou bien par des rangées de pierres disposées en ogive. De face, la tombe s’ouvrait en deux arcs pour délimiter un espace semi-circulaire.

## Religion

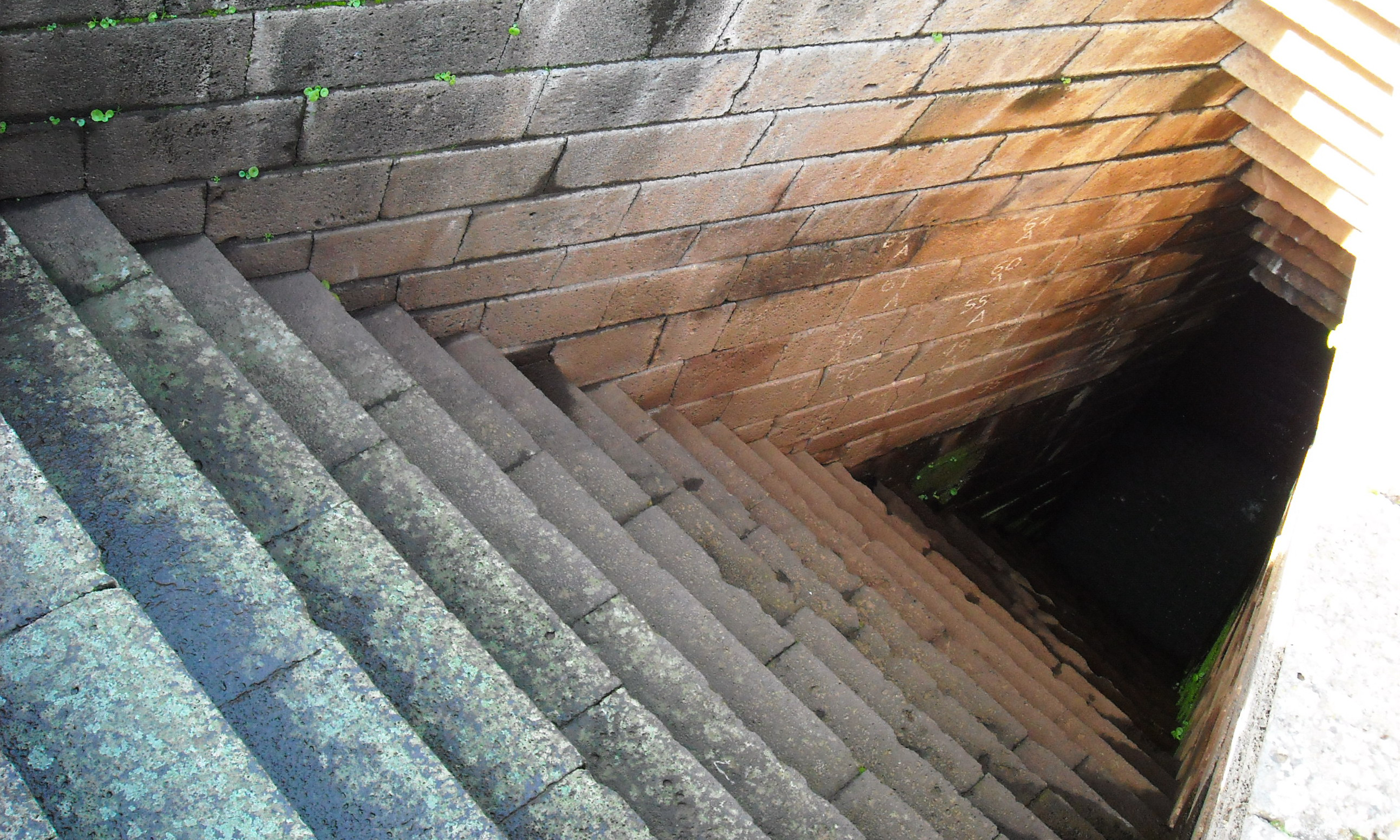
Puits sacré de Santa Cristina, Paulilatino.

L’architecture religieuse est au contraire représentée par des puits et des sources sacrées, édifices liés au culte animiste de l’eau. D’autres édifices de culte, les fameux « temples en mégaron », sont présents en plusieurs endroits de l’île, toutefois moins nombreux que les puits et les sources.
Des offrandes de bronzes votifs sont généralement associées aux lieux de culte. Il s’agit d’une production typique de l’artisanat nuragique, représentant des hommes et des femmes, des animaux, des maquettes de bateaux, de nuraghes, des créatures fantastiques, des reproductions en miniature d’objets usuels.

## Art
L’habileté et le goût des artisans nuragiques se manifestent essentiellement dans la décoration de vases d’usage certainement rituel. Destinés à être utilisés durant des cérémonies complexes, ils étaient peut-être dans certains cas rituellement brisés à la fin de la cérémonie, tels les vases retrouvés au fond des puits sacrés nuragiques.
Les bronzetti (brunzittos ou brunzittus en langue sarde) sont de petites statuettes en bronze, obtenues avec la technique de coulée de la cire perdue. Ils peuvent mesurer jusqu'à 39 cm et représenter des scènes de la vie quotidienne, des personnages de différentes classes sociales, des figures animales, des divinités, des navires, etc.
Quelque cinq cents bronzetti subsistent aujourd’hui, selon Isabelle Catteddu, archéologue à l’Institut national de recherches archéologiques préventives, conservées dans divers lieux, parmi lesquels le Musée de la statuaire préhistorique en Sardaigne, situé à Laconi, dans la province d'Oristano. Ces statuettes sont « considérées comme des offrandes et représentent des personnages humains, mais aussi de nombreux animaux : cerfs, bœufs, chiens, chèvres, brebis, oiseaux », parfois en figure de proue de petites barques pouvant faire fonction de lampe. Les plus anciennes, selon Isabelle Catteddu, arrivent vers 1200-1100 av. J.-C., lors de la crise de la civilisation nuragique, période qui voit se développer les sanctuaires. Les plus récentes, datées entre 900 et 700 av. J.-C., ont été découvertes sur le site d’Abini.
Comme de nombreuses pierres dressées de Sardaigne, le menhir Luxia Arrabiosa, situé près des Domus de Janas de Montessu (un ensemble de nécropoles préhistoriques creusées dans la roche), pourrait être une pierre nuragique représentant une divinité. Il est emblématique de la Culture nuragique.
Les Géants de Mont-Prama sont un groupe de 32 (ou 40) statues d'une hauteur allant jusqu'à 2,5 m. Ils représentent des guerriers, des archers, des lutteurs, des modèles de nuraghe et des boxeurs avec un bouclier et un gant armé. Ils ont été découverts en 1974 près de Cabras, dans la province d'Oristano par, des agriculteurs sardes qui labouraient leurs champs. Ce site s'est révélé être un des sites les plus importants de l’âge du fer en Méditerranée occidentale . Les chercheurs ont d'abord pensé que ces géants faisaient partie d’un temple carthaginois, et donc d'une puissance qui avait conquis l’île, dans la mesure où la Sardaigne, placée entre péninsules italienne et ibérique, occupait une place de choix dans le commerce méditerranéen. Puis d'autres archéologues ont considéré qu'ils étaient bien plus anciens que les Carthaginois eux-mêmes.

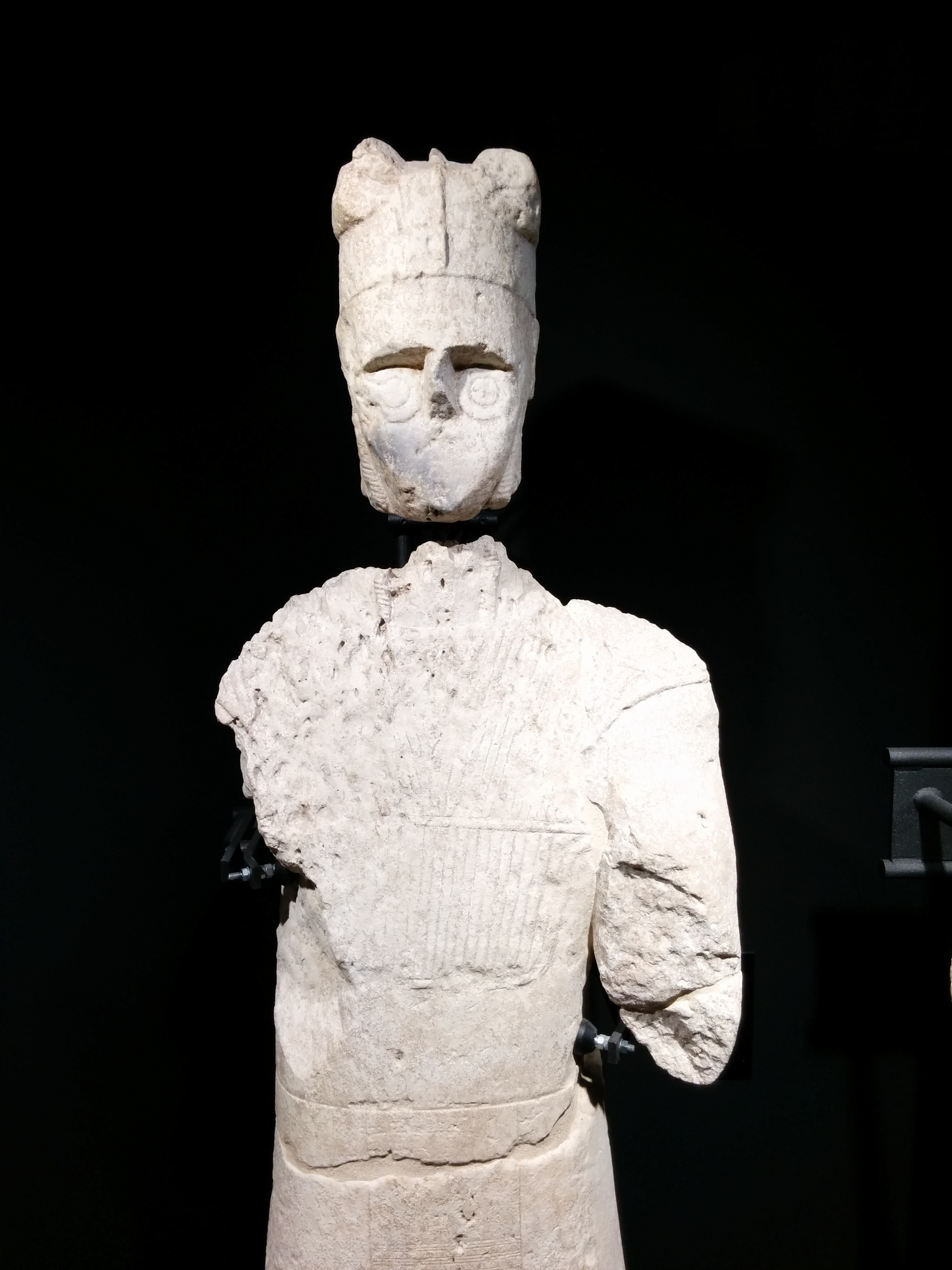
Guerrier de Mont-Prama.
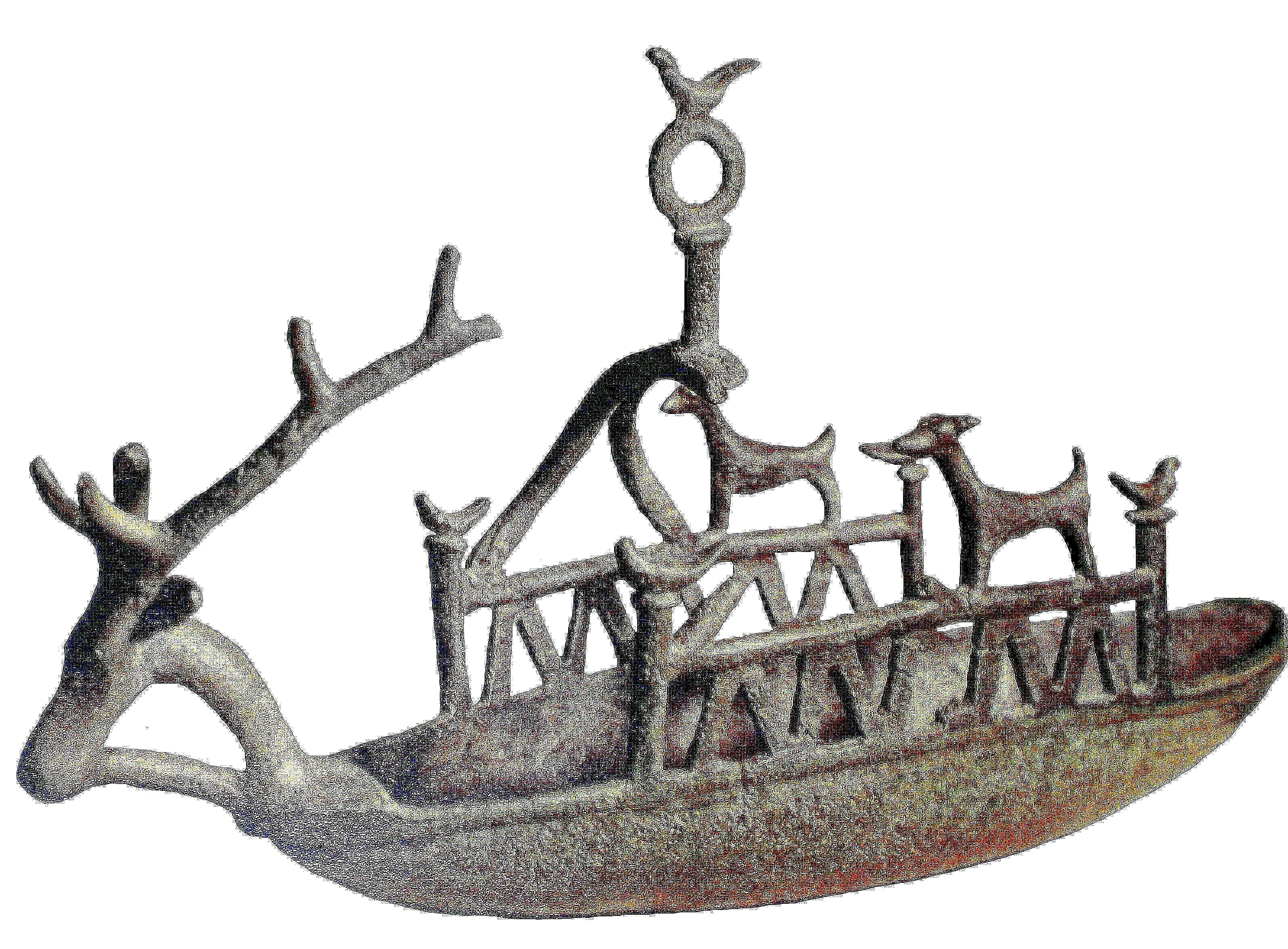
Modèle de bateau nuragique. Cagliari, Museo Archeologico Nazionale.
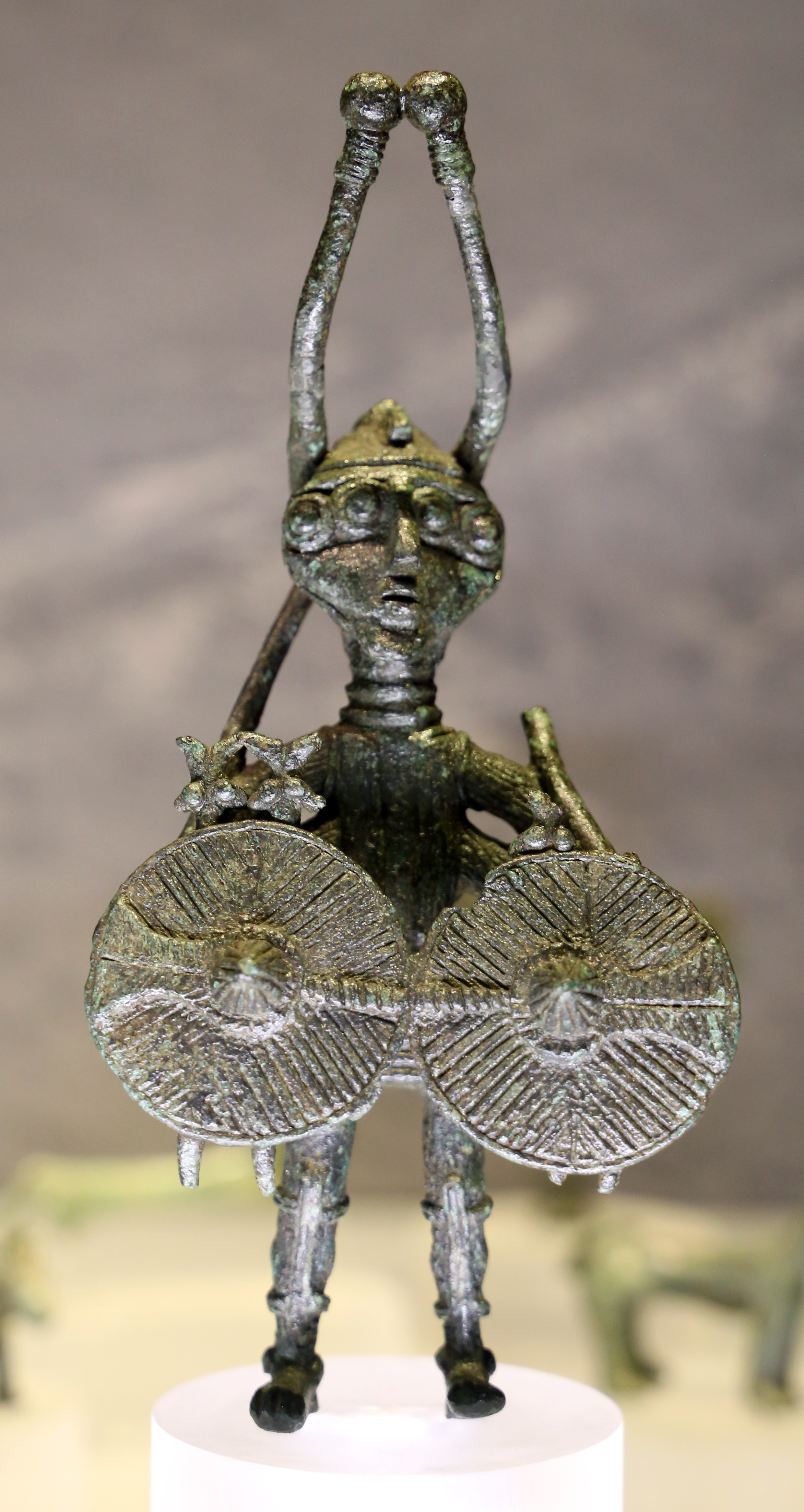
Sculpture en bronze d'un guerrier avec quatre yeux et quatre bras.
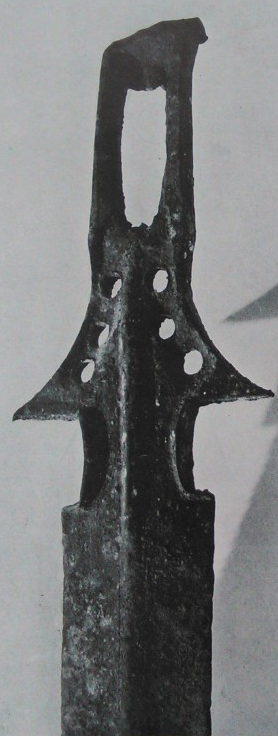
Epée de Monte Idda (Decimoputzu).
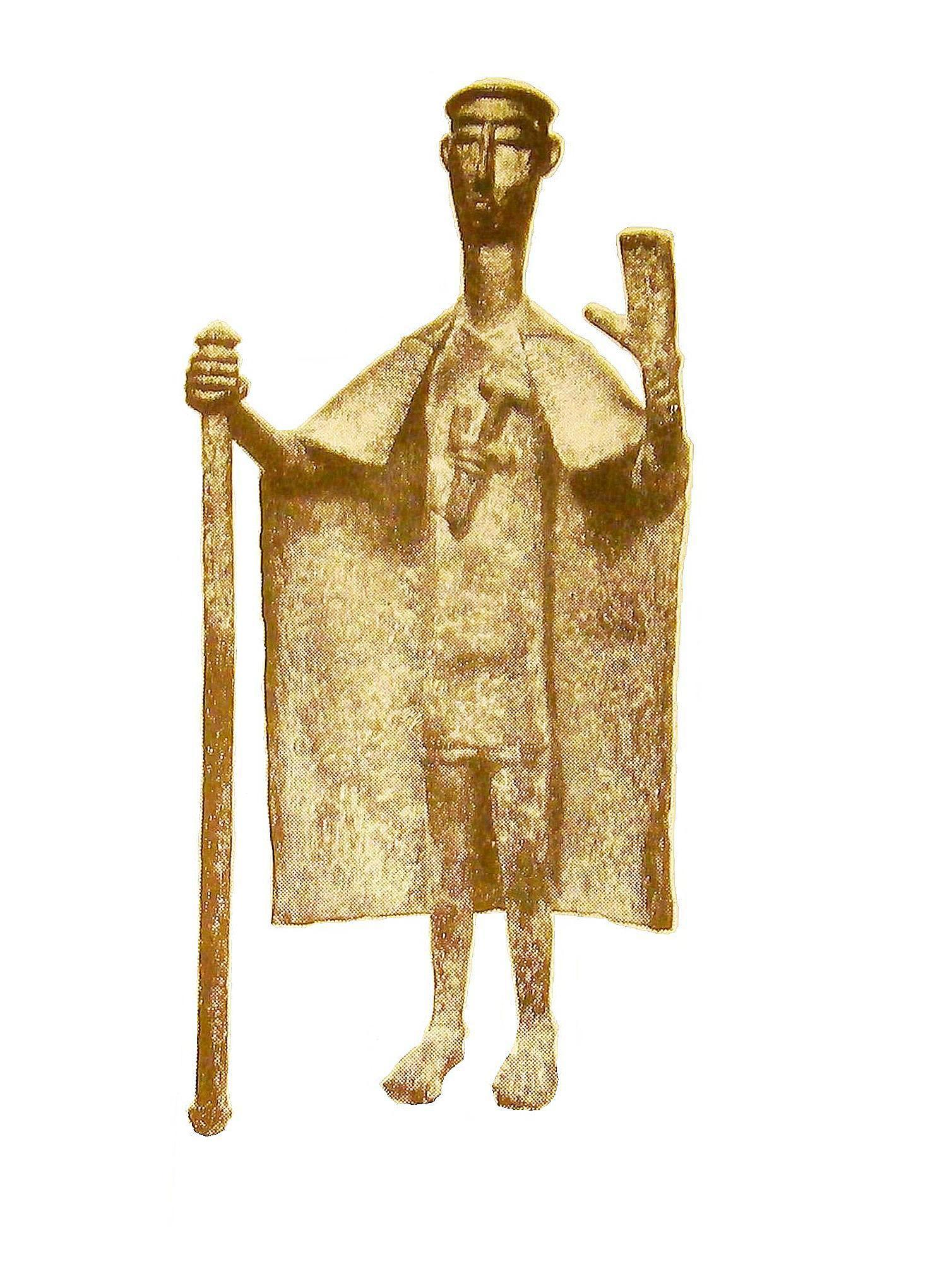
Sculpture en bronze d'un chef nuragique.
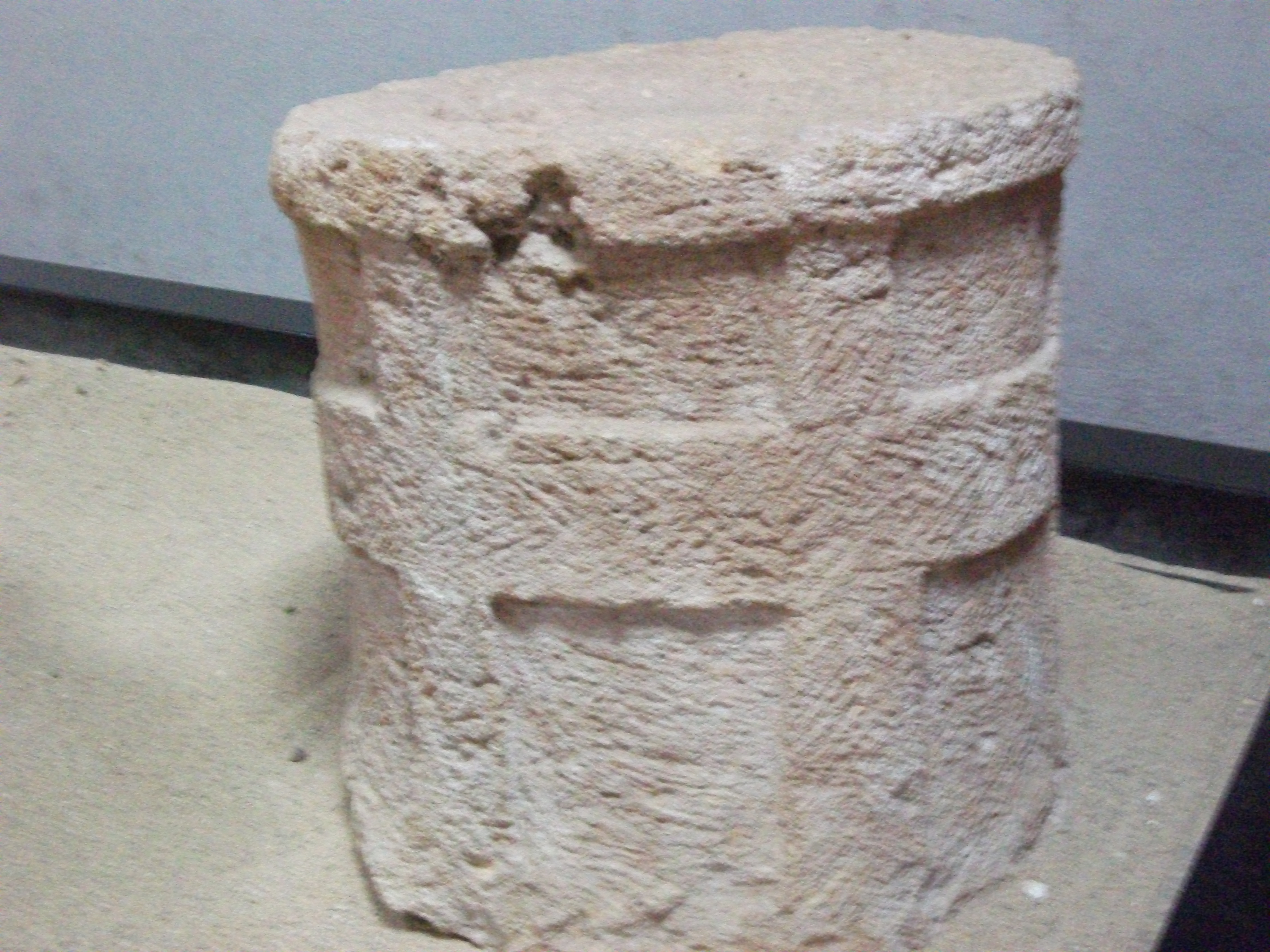
Trône ou autel nuragique.
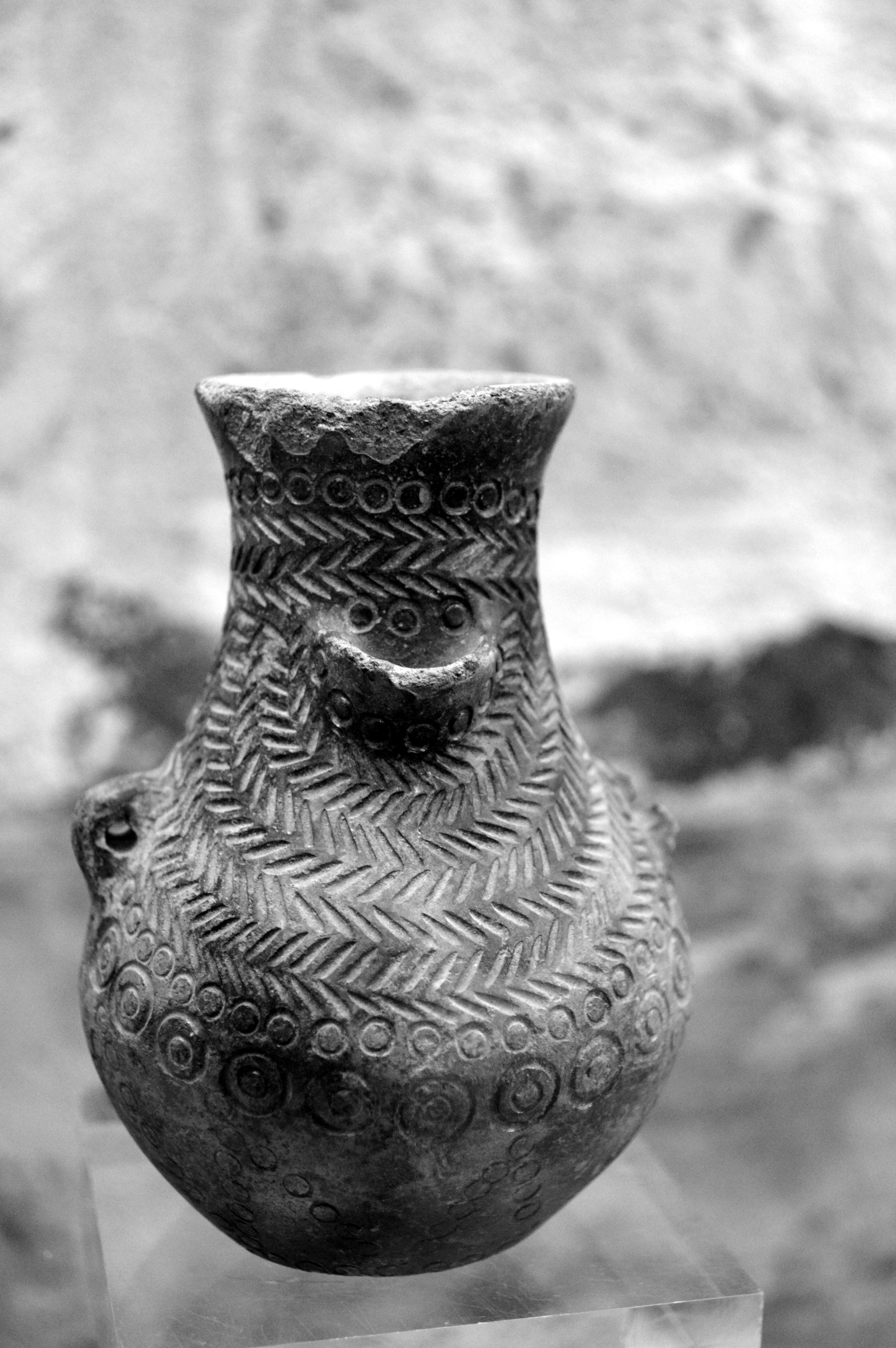
Vase en céramique.
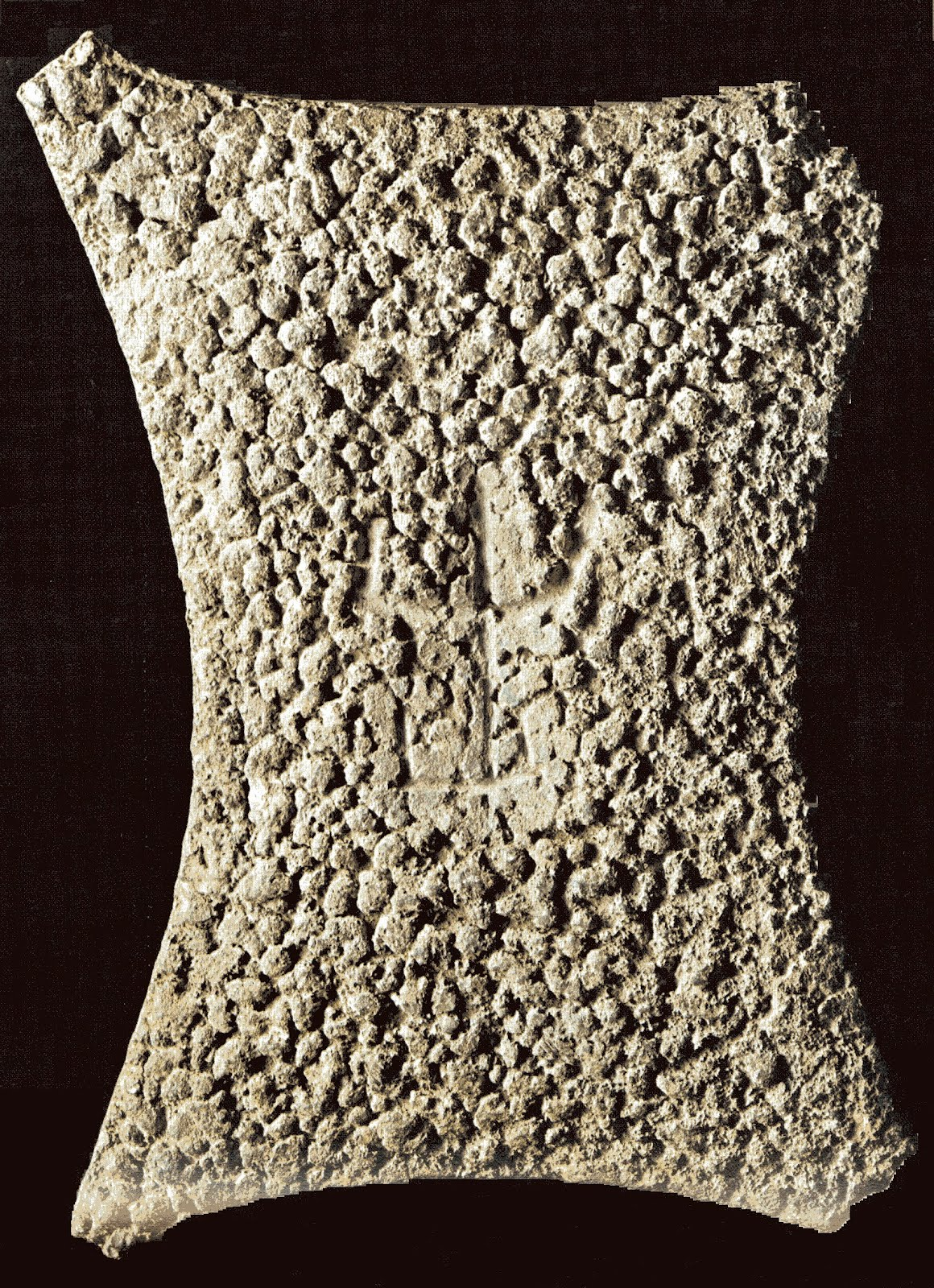
Lingot à peau de bœuf trouvé à Nuragus.

## Outils et armes
La civilisation nuragique a laissé de nombreux objets tels que épées, poignards, boucliers, pointes de lance, haches, comme un peu partout en Europe à l’âge du bronze, mais aussi marteaux, pinces, faucilles, faux, piolets, limes, lames de scie, trépans.

## Structure sociale et économie
Il est assez plausible de considérer que la culture des peuples des nuraghes était structurée en chefferies, où l’hégémonie de quelques familles était consolidée et le pouvoir, auparavant attribué à des chefs élus temporairement en des circonstances exceptionnelles, était devenu stable et héréditaire. Les représentations des statuettes de bronze, appelées « bronzetti », nous offrent une documentation à propos des chefs de tribus, reconnaissables parce qu’ils tiennent souvent un bâton, interprété comme un symbole de commandement. L'écrivain latin Pline l'Ancien, dans son Histoire naturelle, mentionne trois grandes tribus sardes : les Bàlari de la région Logudoro, les Corses nuragiques et les Ilienses.
L’économie fut essentiellement de type agro-pastoral. On y dénote cependant un début de spécialisation dans les arts et métiers.

## Génétique
Une étude génétique publiée en 2019 montre que les individus ayant participé aux développements les plus importants de la culture nuragique sont issus d'un mélange génétique entre les chasseurs-cueilleurs de l'ouest (WHG) et les fermiers d'Anatolie, qui ont apporté l'ère du Néolithique en Europe. Leurs haplogroupes du chromosome Y sont G2a, R1b-V88 et J2b.

## Vestiges architecturaux
Les près de huit mille grandes tours rondes en pierre disséminées sur le territoire sarde attestent d'un peuple assez méconnu, car sans écriture connue. En une vingtaine d'années, entre 1995 et 2015, le « nombre d’édifices répertoriés est passé de 9 000 à 20 000 ». Il y a parfois un site tous les 500 à 1 000 m et dans certains sites une concentration très forte, avec deux ou trois nuraghes au kilomètre carré.
Les Nuragiques étant experts en travaux hydrauliques, ils ont bâti sur le site inondable de Santu Antine un système d’arrivée d’eau, de citerne, de puits et d’évacuation du trop-plein. Dans l'un des sites, à Arrubiu, les archéologues ont identifié une boulangerie et des endroits pour la cuisson des aliments et la vinification.
Les principaux sites de la culture nuragique ont inspiré des parcours de la randonnée en Sardaigne.

## Fin
La culture nuragique dut affronter des invasions venues de la mer, précédées par des infiltrations sporadiques.
Ses costumes, armes et styles architecturaux ressemblent à ceux trouvés sur un grand site archéologique en Corse, à Terrina, tout près d'Aléria, sur la côte orientale.

## Découvertes auXXIesiècle
Beaucoup de découvertes ont marqué les études nuragiques au cours des vingt premières années du XXIe siècle grâce à de nouvelles fouilles archéologiques et aux examens des archives de fouilles antérieures.
Parmi ces entreprises, l'une des plus importantes est l'ensemble de fouilles menées par Giovanni Lilliu pour tenter d'analyser la succession des phases de la civilisation nuragique. Ces travaux ont contribué à établir au sein de la communauté des chercheurs un consensus autour d'une chronologie de « l'ère nuragique », qui est désormais définie entre les XVIIe et VIe siècles av. J.-C. Selon le site internet de l'UNESCO, elle est globalement subdivisée en deux sous-phases : l'âge du bronze moyen et récent (XVIIe siècle av. J.-C. – 1150 av. J.-C.) et l'âge du bronze final – premier âge du fer (1150 av. J.-C. – 500 av. J.-C.).

## Liste du patrimoine mondial
Le Su Nuraxi de Barumini, appelé « nuraghe quadrilobé » à cause de sa tour centrale entourée de quatre tours, est le premier site sarde inscrit depuis décembre 1997 sur la liste du patrimoine mondial de l'UNESCO. Ce monument emblématique est « désormais inclus dans un système plus large et articulé de 30 autres sites et monuments de différentes classes typologiques ».
Selon l'UNESCO, la Sardaigne est la seule province d'Italie « où l'on peut encore trouver des bâtiments monumentaux en pierre de haute altitude appartenant à l'époque protohistorique et en bon état de conservation ».
Plus généralement, la Fondation Barumini, l'association La Sardaigne vers l'UNESCO et la Region Sarde ont présenté la candidature de la culture nuragique sarde pour l'intégrer à la liste du patrimoine mondial de l'UNESCO.
| Sites numérotés de 1 à 10  | Tombes des géants de Arzachena                       | Nuraghes maijori à Tempio Pausania | Puits sacré de Predio Canopoli à Perfugas | Nuraghe Palmavera à Alghero          | Complexe nuragique de Sant Romanzesu à Bitti                     | Nuraghe Santu Antine à Torralba           | Nuraghe Appiu à Villanova Monteleone             | Source sacrée Su tampiesu à Orune   | Village de Serra Orrios, à Dorgali                                           | Nuraghe Orolo à Bortigali                      |
| Sites numérotés de 11 à 20 | Complexe nuragique de Sa Sedda e Sos Carros à Oliena | Nuraghe Losa à Abbasanta           | Tombes des géants de Madau, à Fonni       | Complexe nuragique de Santa Cristina | Complexe nuragique de S'Arcu e is Forros à Villagrande Strisaili | Géants de Mont-Prama à Cabras             | Nuraghe Is Paras à Isili                         | Temple de Domu de Orgia à Esterzili | Nuraghe Su Nuraxi et Nuraxi 'e Cresia surmonté de la Casa Zapatta à Barumini | Sanctuaire nuragique de Santa Vittoria à Serri |
| Sites numérotés de 21 à 30 | Tombe des geants de Sa Domu'e s'Orku à Siddi         | Nuraghe Arrubiu à Orroli           | Nuraghe Cuccurada à Mogoro                | Nuraghe Genna Maria à Villanovaforru | Nuraghe Su Mulinu à Villanovafranca                              | Puits sacré de Sainte Anastasie à Sardara | Puits sacré de Funtana Coberta à Ballao (Italie) | Nuraghe Seruci à Gonnesa            | Tombe des géants d'Is Concias à Quartucciu                                   | Nuraghe Diana à Quartu Sant'Elena              |